# Retrocavaler Ureter
Der retrocavale Ureter (RCU, manchmal als zirkumcavaler Ureter bezeichnet) ist eine seltene angeborene Varietät im Verlauf des Harnleiters (Ureter), die dadurch gekennzeichnet ist, dass der Harnleiter zunächst hinter, also rückenwärts (lateinisch retro ‚rückwärts‘) der unteren Hohlvene (Vena cava inferior) verläuft, um diese umschlägt und erst dann in die eigentliche seitliche Position zu dieser Vene gelangt. Embryologisch wird dieser Verlauf durch die Persistenz der rechten Subkardinalvene erklärt, welche dazu führt, dass der untere Abschnitt der unteren Hohlvene aus dieser entsteht. Die Inzidenz beträgt beim Menschen etwa 1:1.500, bei Jungen ist diese Anomalie viermal häufiger als bei Mädchen. Die Fehlbildung ist häufiger auch mit anderen kardiovaskulären Anomalien, mit Anomalien des Harn- und Geschlechtsapparates (Hufeisenniere, Agenesie oder Ektopie der gegenseitigen Niere, Agenesie des Samenleiters oder der Gebärmutter), Turner-Syndrom und Analatresie vergesellschaftet. Ein retrocavaler Ureter tritt auch bei Hunden und sehr selten auch bei Katzen auf.

## Typen
Es wurden bis zu 15 Variationen eines RCU beschrieben. Die fünf Hauptgruppen sind:
1. Einseitig rechte präureterale Vena cava inferior: Sie entsteht durch Persistenz der rechten Subkardinalvene und/oder Fehlen oder Entwicklungsstörung der rechten Suprakardinalvene.
2. Einseitig rechte doppelte Vena cava inferior: Der Harnleiter liegt zwischen den beiden Venen. Diese Anomalie wird durch die Persistenz der rechten Suprakardinalvene und der rechten hinteren Kardinalvene verursacht.
3. Beidseitige einzelne Vena cava inferior, die rechts präureteral und links postureteral verläuft. Sie ist Folge der Persistenz der rechten hinteren Kardinalvene und der linken Suprakardinalvene.
4. Beidseitige einzelne präureterale Vena cava inferior aufgrund der Persistenz der rechten und linken hinteren Kardinalvene.
5. Doppelte rechte Vena cava inferior: Der Harnleiter verläuft zwischen diesen beiden Venen, eine einfache postureterische linke Vena cava. Dies entsteht durch Persistenz der rechten Suprakardinalvene und hinteren Kardinalveine sowie der linken Supracardinalvene.

## Klinisches Bild und Diagnose
Ein retrocavaler Ureter führt meist zu einer Verlegung (Obstruktion) des betroffenen Organs. Obwohl es sich um eine angeborenen Anomalie handelt, tritt sie klinisch zumeist erst im dritten oder vierten Lebensjahrzehnt zutage. Es können gelegentlicher Flankenschmerz, Nierenbeckenentzündung, Nierensteine und selten auch Blut im Urin (Makrohämaturie) auftreten.
Die Diagnose wird zunächst durch Sonografie gestellt und anschließend eine 3D-Rekonstruktion anhand eines CT-Urogramms erstellt. Letztere erlaubt die präzise Abbildung des Harnleiter-Abgangs aus dem Nierenbecken und der Position des Harnleiters in Bezug auf die Vena cava inferior. Zudem können zusätzliche Gefäßabweichungen dargestellt werden, was eine genaue Operationsplanung ermöglicht.

## Behandlung
Symptomatische retrocavale Ureter bedürfen einer chirurgischen Behandlung. In der Regel wird der Harnleiter durchtrennt und anschließend eine Pyelopyelostomie, Pyeloureterostomie oder Ureteroureterostomie durchgeführt. Dies wird heute zumeist laparoskopisch durchgeführt, ist aber technisch anspruchsvoll.